# South Bronx
South Bronx (em português:  Sul do Bronx) é uma área do Bronx, borough da cidade de Nova Iorque. Ele se refere estritamente à porção sudoeste do município, e não deve ser confundido com o sul do Bronx. O verdadeiro South Bronx, que foi uma designação legal até os anos 1960, era uma área muito pequena que se estendia desde o extremo sul do município até o Norte, e abrigava 149 ruas.
Os bairros Tremont, University Heights, Highbridge, Morrisania, Soundview, Hunts Point e Castle Hill são considerados algumas vezes parte do South Bronx.

## Fronteiras
As definições geográficas do Bronx Sul evoluíram e são contestadas, mas certamente incluem os bairros de Mott Haven, Melrose e Port Morris. Os bairros de Belmont, Castle Hill, Crotona Park East, em Highbridge, Hunts Point, Longwood, Morrisaniaand Soundview às vezes são considerados parte do South Bronx.
O Sul Bronx faz parte do 15º Distrito Congressional de Nova York. O sul do Bronx é servido pela 40a, 41a, 42a, 44a, e 48a Delegacias do NYPD.

## Personalidades notáveis
| - Afrika Bambaataa - Showbiz and A.G. - Armageddon - Al Pacino - Aventura - Barry Wellman - Bernard McGuirk - Big Pun - Bryan Callen - Majora Carter - Colin Powell - Cuban Link - Dolph Schayes - Drag-On | - Fat Joe - Grandmaster Flash - Harry Gibson - Hell Rell - Jennifer Lopez - DJ Kool Herc - KRS-One - Larry Davis - Lord Tariq and Peter Gunz - Murray Perahia - Charles Nelson Reilly - Philip Zimbardo - Rebel Diaz - Ruben Diaz, Jr. | - Remy Ma - Scott La Rock - Fr. Stan Fortuna - Tim Dog - Tom Leykis - Tony Sunshine - Sonia Sotomayor - Kerry Washington - Willie Colón - Jimmy Sabater - Big Pun - French Montana - Swizz Beatz |